# Одиффре-Паскье, Гастон
Эдмон-Арман-Гастон Одиффре-Паскье (фр. Edme Armand Gaston d'Audiffret-Pasquier), известный также как просто Гастон Одиффре-Паскье (21 октября 1823, Париж — 4 июня 1905) — граф, впоследствии герцог, французский политический деятель, член французской академии.

## Биография
Приверженец умеренно-либеральных идей и Орлеанской фамилии. Во время второй республики не выступал на политическом поприще; при Наполеоне III был генеральным советником и мэром, но на выборах в законодательный корпус дважды был разбит официальным кандидатом.
В 1871 году избран членом национального собрания и примкнул к монархистской и антибонапартистской партии. Был одним из виновников падения Тьера. Состоял президентом национального собрания при обсуждении республиканской конституции.
Громадным большинством голосов был избран в пожизненные сенаторы и был первым президентом сената — до 1879 года; примкнул к образовавшемуся союзу монархистов всех партий, в котором стал одним из влиятельнейших членов.